# Ватерполо на Летњим олимпијским играма 2004.
Такмичења у ватерполу на Летњим олимпијским играма 2004. било је 24. у мушкој и друго у женској конкуренцији. Победници у мушкој конкуренцији са претходних Летњих олимпијских игара 2000. у Сиднеј Ватерполо репрезентација Мађарске успела је одбранити титулу. Код жена то није био случај, победнице из Сиднеја Аустралија не да није одбранила титулу, него није освојила ниједну медаљу. Победнице су биле репрезентативке Италије.
Ватерполо се играо у базену Олимпијског воденог центра у Атини. Женски турнир се играо од 16 до 23. августа, а мушки од 15 до 29. августа.

## Систем такмичења
На женском турниру учествовало је 8 репрезентација, две више него на првом турниру 2000. Репрезентације су биле подељене у две групе по четири у којима се играло по једноструком лига систему. Прве три екипе из група су ишле даље, с тим што су прваци ишли директно у полуфинале, а друго и трећепласирани морали су играти у четвртфиналу по једноструком куп систему (А2:Б3, А3:Б2). Победнице су ишле у полуфинале у којем су играле (А1: А3/Б2 и Б1:А2/Б3). Победнице су ишле у финале, а поражене су играле за треће место.
На мушком турниру учествовало је 12 репрезентација, које су биле подељене у две групе по шест. Све остало је било као и на женском турниру.

## Освајачи медаља и коначан пласман
| Дисциплина        | Злато | Сребро | Бронза | 4   | 5   | 6   | 7   | 8   | 9   | 10  | 11  | 12  |
| ----------------- | ----- | ------ | ------ | --- | --- | --- | --- | --- | --- | --- | --- | --- |
| Мушкарци - детаљи | МАЂ   | СЦГ    | РУС    | ГРЧ | НЕМ | ШПА | САД | ИТА | АУС | ХРВ | КАЗ | ЕГИ |
| Жене - детаљи     | ИТА   | ГРЧ    | САД    | АУС | РУС | МАЂ | КАН | КАЗ |     |     |     |     |

### Састави победничких екипа

#### Мушкарци
| Злато | Сребро | Бронза |
| Мађарска | Србија и Црна Гора | Русија |
| --- | --- | --- |
| Тибор Бенедек Петер Бирош Рајмунд Фодор Иштван Гергељ Тамаш Кашаш Гергељи Киш Норберт Мадараш Тамаш Молнар Адам Штајнмец Барнабаш Штајнмец Золтан Сечи Тамаш Варга Атила Вари Селектор: Денеш Кемењи | Александар Ћирић Владимир Гојковић Данило Икодиновић Виктор Јеленић Предраг Јокић Никола Куљача Слободан Никић Александар Шапић Дејан Савић Денис Шефик Петар Трбојевић Вања Удовичић Владимир Вујасиновић Селектор: Ненад Манојловић | Роман Балашов Реваз Чомакидзе Александар Јеришев Александар Фјодоров Сергеј Гарбузов Дмитриј Горшков Николај Козлов Николај Максимов Андреј Рекечински Дмитриј Стратан Виталиј Јурчик Марат Закиров Ирек Зинуров Селектор: Александар Кобанов |

#### Жене
| Злато | Сребро | Бронза |
| Италија | Грчка | Сједињене Америчке Државе |
| --- | --- | --- |
| Франческа Кристијана Конти Мартина Мичели Кармела Алучи Силвија Бозурђи Елена Ђиљи Мануела Занки Тања да Марио Чинција Рагуза Ђузи Малато Александра Араухо Мадалена Мизумечи Меланија Грего Ноеми Тот Селектор: Пјерлуиђи Фермикони | Јоргија Елинаки Димитра Асилијан Антиопи Мелидони Ангелики Карапатаки Киријаки Лиоси Ставрула Козомполи Ајкатерини Ојкономопулу Антигона Румпеси Евангелија Мораитиду Ефтихија Карајани Јоргија Лара Антонија Морати Антула Милонаки Селектор: Киријакос Јосифидис | Џеклин Френк Хедер Петри Ерика Лоренц Бренда Вила Елен Естерс Натали Голда Маргарет Динглдин Кели Рулон Хедер Муди Робин Борегар Амбер Стакауски Никол Пејн Талија Манро Селектор: Гај Бејкер |